# Feldherrenviertel
Das Äußere Westend, meist Feldherrenviertel genannt, ist ein Wohnviertel westlich der Innenstadt der hessischen Landeshauptstadt Wiesbaden. Es entstand für den unteren Mittelstand weitgehend zwischen den Jahren 1895 und 1906 im Stil des Historismus als sogenanntes Gründerzeitviertel. Seinen Namen verdankt es dem Umstand, dass seine Straßen und Plätze nach im Deutschen Kaiserreich, insbesondere nach dessen Gründung 1871, populären preußischen Feldherren und Orten bedeutender Schlachten benannt sind. Verwaltungstechnisch gehört das Viertel mit dem Inneren Westend zum Ortsbezirk Westend, dem kleinsten der 26 Bezirke der Stadt.

## Geschichte
Als Wiesbaden zur Zeit des Kaiserreiches und vor allem um die Jahrhundertwende 1900 seine Blütezeit als Weltkurstadt erlebte, der Kaiser alljährlich im Mai zur Kur weilte und die Stadt die meisten Millionäre Deutschlands zählte, gab es ein enormes Bevölkerungswachstum (von ca. 33.000 Einwohnern im Jahr 1870 auf ca. 109.000 Einwohner 1910). Dies machte umfangreiche Stadterweiterungen notwendig. Neben den östlichen und nördlichen ausgedehnten Villengebieten entstand vor allem eine meist viergeschossige geschlossene Wohnbebauung um die Ringstraße (Kaiser-Friedrich-Ring und Bismarckring), welche in einem Viertelkreisbogen vom südlich gelegenen Hauptbahnhof bis zur Ringkirche und weiter bis zum nordwestlich gelegenen Sedanplatz um das historische Zentrum der Stadt, das sog. Historische Fünfeck, führte. Im Süden entstand hier das Dichterviertel, nordwestlich davon das Rheingauviertel und schließlich im Norden das Feldherrenviertel.
Maßgebenden Anteil an seiner Gestaltung hatte der Stadtbaumeister Felix Genzmer, der von 1881 bis 1903 in Wiesbaden wirkte. Die reich geschmückten Bürgerhäuser sind überwiegend im Stil des Historismus entstanden und beherbergten zum Großteil herrschaftliche Bürgerwohnungen mit 3,50 m hohen Decken, Stuck und Flügeltüren und hatten oft riesige Ausmaße von bis zu 200 m². In späteren Jahren wurden diese Wohnungen oftmals der besseren Vermietbarkeit wegen in kleinere Einheiten aufgeteilt.
Das Feldherrenviertel wird im Osten begrenzt vom Bismarckring, der Teil der Ringstraße ist, und im Norden in den Sedanplatz mündet, im Süden von der Dotzheimer Straße, im Westen und Nordwesten von der Klarenthaler Straße und dem Elsässer Platz, im Norden vom Kurt-Schumacher- und Zietenring und schließlich im Nordosten von Emser Straße und Weißenburgstraße. Seinen Mittelpunkt und einzigen städtebaulichen Freiraum neben den sich an seinem Rand befindlichen Elsässer Platz und Sedanplatz bildet der Blücherplatz mit der von Felix Genzmer 1897 errichteten gleichnamigen Blücherschule (Grundschule).
Seinen Namen verdankt das Viertel der Namensgebung seiner Straßenzüge. Diese sind allesamt nach preußischen Feldherren und Generälen, vornehmlich aus der Zeit der Befreiungskriege gegen Napoleon 1813 und des Deutsch-Französischen Krieges von 1870/71 benannt.

## Straßen und Plätze und ihre Namensgeber

### Nach preußischen Generälen und Feldherren benannte Straßen und Plätze

#### Blücherstraße und Blücherplatz

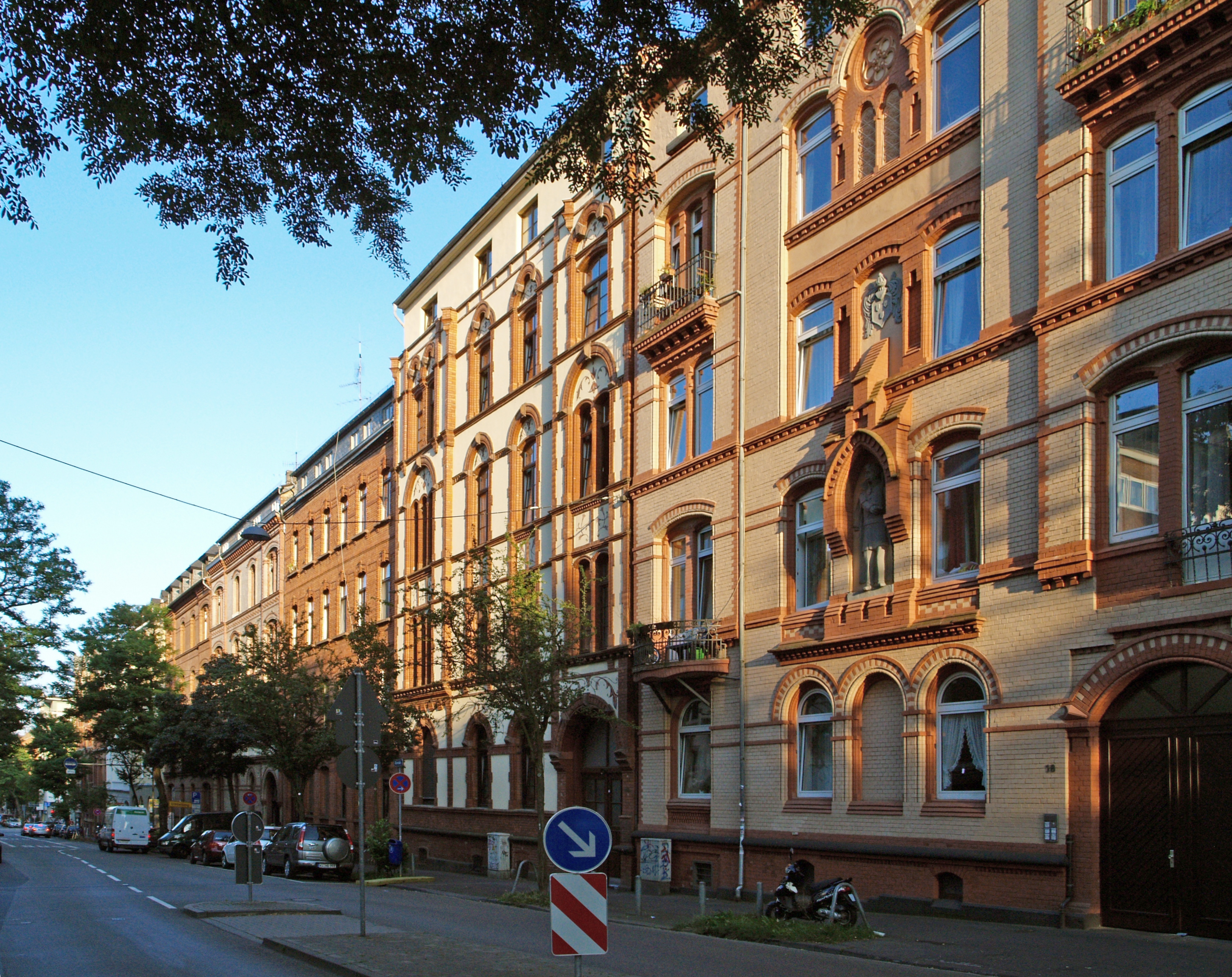
Fassaden in der Blücherstraße

benannt nach Gebhard Leberecht von Blücher, Fürst von Wahlstatt (* 16. Dezember 1742 in Rostock; † 12. September 1819 in Krieblowitz) war preußischer Generalfeldmarschall und hat sich in vielen großen Schlachten ausgezeichnet. Aufgrund seiner offensiven Taktik wird er auch „Marschall Vorwärts“ genannt.
Siegreich in der Völkerschlacht bei Leipzig 1813. Im gleichen Jahr wurde er zum Befehlshaber der Schlesischen Armee ernannt, mit Gerhard von Scharnhorst als Chef des Stabes und Neidhardt von Gneisenau als Generalquartiermeister. Seine Armee gab den Ereignissen einen entscheidenden Anstoß, als sie in der Neujahrsnacht den Rhein überquerte, um auf eine endgültige Niederwerfung Napoleons hinzuwirken. Nach dem Sieg im Jahr 1814, die ihm die Erhebung in den Fürstenstand einbrachte, hatte Blücher mit seinem Stabschef Gneisenau auch entscheidenden Anteil am Sieg bei Waterloo.

#### Gneisenaustraße
benannt nach August Graf Neidhardt von Gneisenau, geboren als August Wilhelm Antonius Neidhardt (* 27. Oktober 1760 in Schilda, Sachsen; † 23. August 1831 in Posen), preußischer Generalfeldmarschall und Heeresreformer. Er hatte als Blüchers Chef des Stabes wesentlichen Anteil am Sieg bei Waterloo.

#### Scharnhorststraße

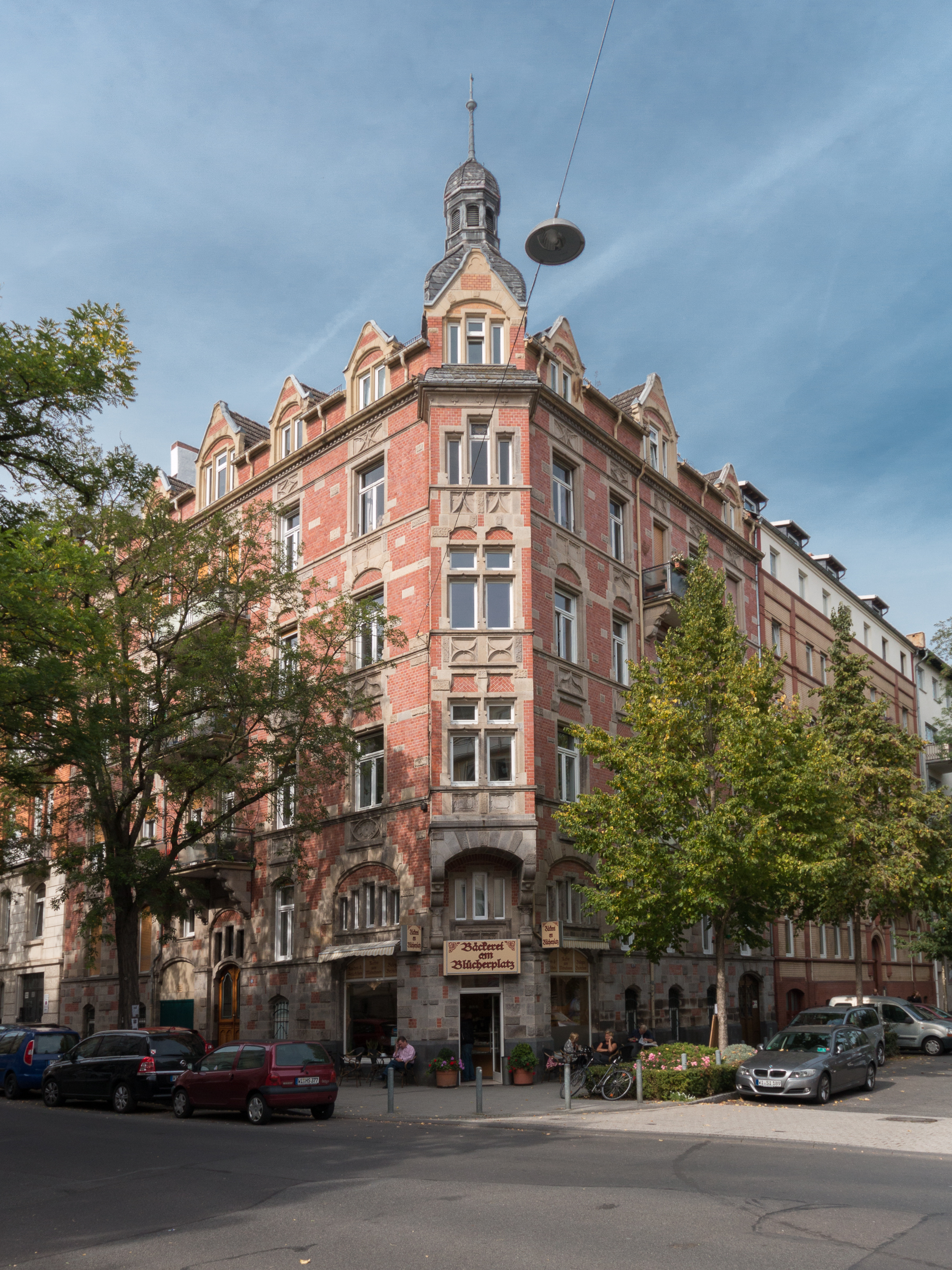
Das Eckhaus Blücherstraße / Scharnhorststraße

benannt nach Gerhard von Scharnhorst (* 12. November 1755 in Bordenau an der Leine, heute zu Neustadt am Rübenberge; † 28. Juni 1813 in Prag), preußischer General. Scharnhorst war unter Friedrich Wilhelm III. von 1808 bis 1810 preußischer Kriegsminister. 1813 wurde er Erster Generalquartiermeister in der Schlesischen Armee Blüchers. In der Schlacht bei Großgörschen am 2. Mai 1813 wurde Scharnhorst so schwer verwundet, dass er an den Folgen der Verwundung wenige Wochen später verstarb. Zusammen mit Gneisenau reformierte er das preußische Militär entscheidend durch Einführung eines Reservistensystems, das die Zahl geschulter Soldaten stark erhöhte. Unter anderem schaffte er auch 1807 die Prügelstrafe im preußischen Heer ab. Sein Grab befindet sich auf dem Invalidenfriedhof in Berlin.

#### Roonstraße
In der Roonstraße 3 befindet sich das ehemalige Stadtbad, auch Volksbrausebad genannt. Es wurde 1901–1902 vom Stadtbaumeister Felix Genzmer errichtet, um die hygienischen Verhältnisse zu verbessern. Es bestand aus mehreren Kabinen mit Brause oder Wannenbädern, die auch an Sonn- und Feiertagen geöffnet waren. Die Badezeit betrug max. 20 Minuten. Selbst die gehobenen Mietwohnungen der Kaiserzeit hatten fast alle keine Bäder oder Duschen.
Über dem Eingang ist noch der Schriftzug Städtisches Bad zu lesen. Innen wurden die Räumlichkeiten zu einem Kindergarten umgebaut.
Die Roonstraße ist benannt nach Albrecht Graf von Roon (* 30. April 1803 in Pleushagen bei Kolberg (Pommern); † 23. Februar 1879 in Berlin) preußischer General, ab 1859 Kriegs- und 1861 zugleich Marineminister. Roon führte die Heeresreorganisation trotz starker Opposition durch, wurde 1866 General der Infanterie, 1871, nach dem erfolgreichen Deutsch-Französischen Krieg, erhob ihn Kaiser Wilhelm I. in den Grafenstand. 1873 wurde er Feldmarschall und war vom 1. Januar bis 9. November 1873 Chef des preußischen Staatsministeriums. Nach ihm wurde das 33. Füsilierregiment benannt.

#### Bülowstraße
benannt nach Friedrich Wilhelm von Bülow, Graf von Dennewitz (* 1755 in Falkenberg in der Altmark; † 1816 in Königsberg), preußischer General. 1797 Kommandeur von Soldau, verteidigte 1806 Thorn, 1812 Gouverneur von Ost- und Westpreußen, nahm 1813 Halle, siegte bei Luckau, Großbeeren, Dannewitz.

#### Yorckstraße

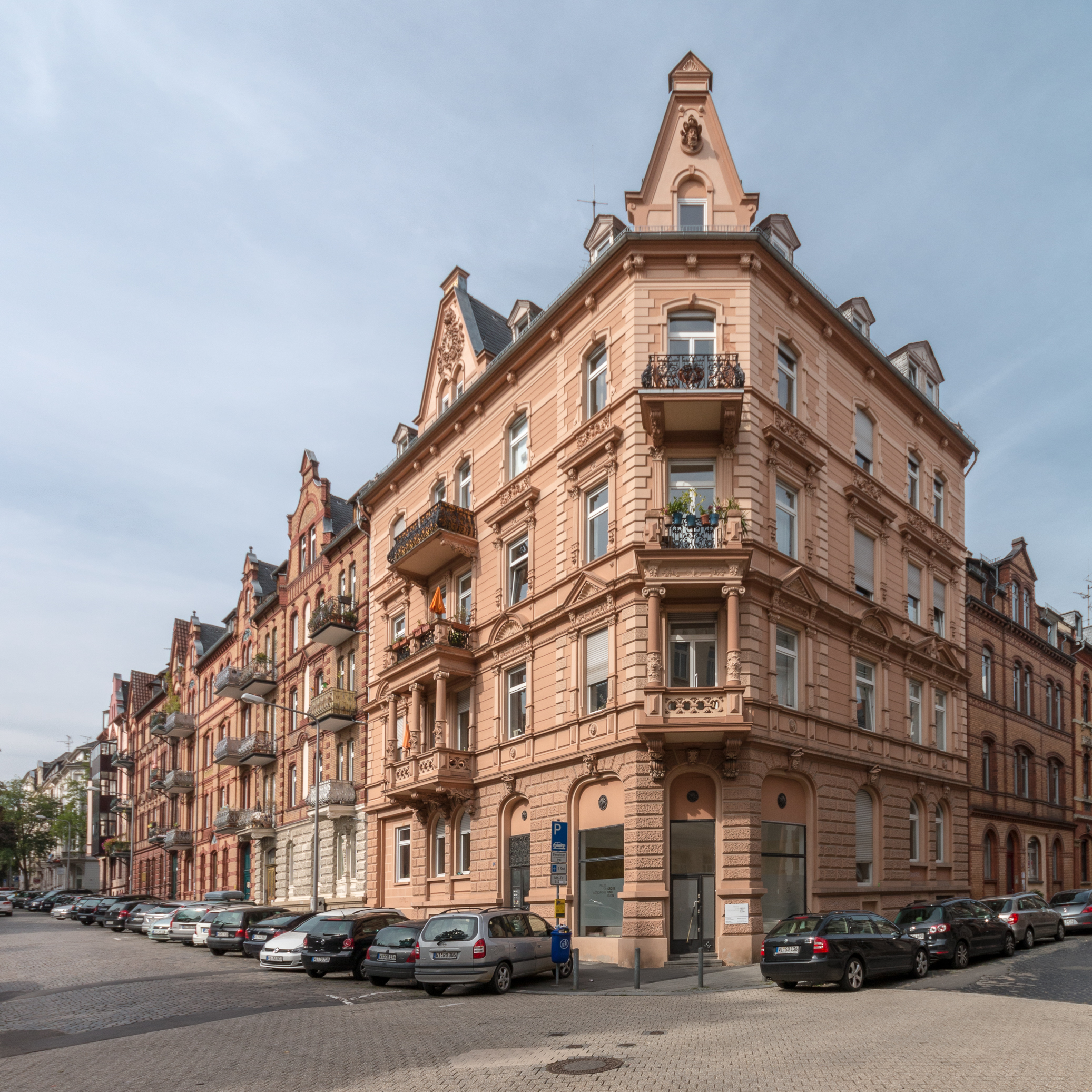
Die Yorckstraße am Blücherplatz

benannt nach Johann David Ludwig Graf Yorck von Wartenburg (* 26. September 1759 Potsdam; † 4. Oktober 1830 Oels), preußischer Offizier und Generalfeldmarschall. Wegen Ungehorsams 1779 zu einem Jahr Festungshaft verurteilt, trat er erst 1787 wieder in preußische Dienste. 1807 zum Generalmajor befördert, war er 1812 zunächst 2. Kommandeur, dann Oberbefehlshaber des preußischen Hilfskontingents im Russlandfeldzug. In dieser Eigenschaft unterzeichnete er eigenmächtig die sog. „Konvention von Tauroggen“ am 30. Dezember 1812. Im März 1813 rehabilitiert, nahm er aktiv an den Befreiungskriegen in Deutschland teil. Während des ersten Tages der Völkerschlacht bei Leipzig trug das Korps York die Hauptlast der Kämpfe bei Möckern. Für seine Leistungen in diesem Krieg wurde ihm der Titel Yorck „Graf von Wartenburg“ verliehen. 1815 schied Yorck auf eigenen Wunsch aus dem aktiven Militärdienst aus und zog sich auf sein Gut in Oels/Schlesien zurück. 1821 erhielt er dennoch den Titel eines Generalfeldmarschalls.

#### Goebenstraße

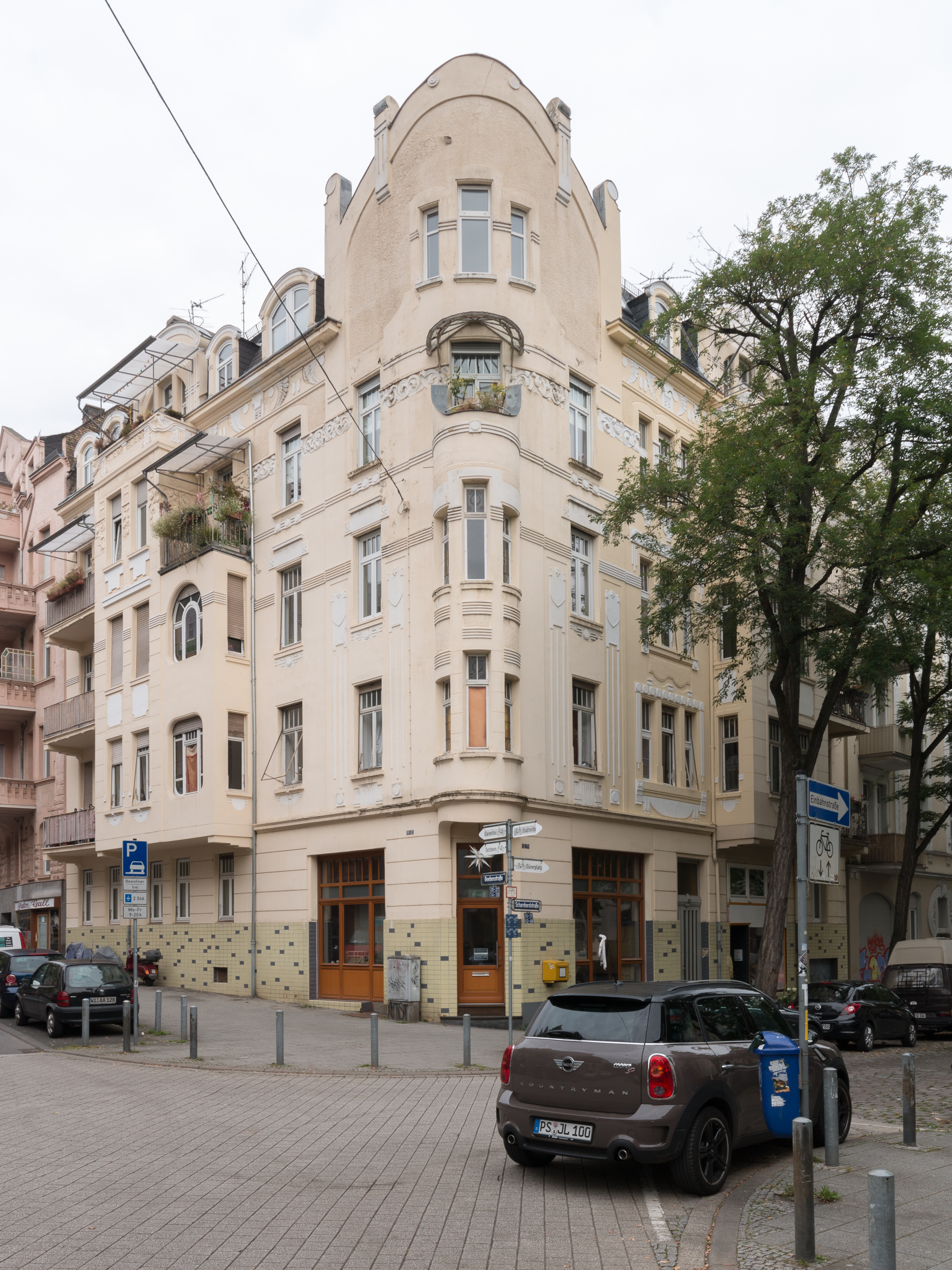
Das Eckhaus Goebenstraße / Scharnhorststraße

benannt nach August Karl von Goeben (* 10. Dezember 1816 Stade (Hannover); † 13. November 1880 Koblenz), preußischer General. Goeben war siegreich 1864 bei Düppel, in Posen, Münster, und 1866 bei Dermbach, Kissingen, Laufach, Aschaffenburg; und besetzte Würzburg, 1870 bei Spichern, Gravelotte, 1871 Saint-Quentin, kommandierender General in Koblenz.

#### Nettelbeckstraße
benannt nach dem Kapitän Joachim Nettelbeck (* 20. September 1738 in Kolberg; † 29. Januar 1824 ebenda), der durch seine Rolle bei der Belagerung Kolbergs 1807 berühmt wurde. Nach einem abenteuerlichen Seemannsleben ergriff er den Beruf seines Vaters und wurde Branntweinbrenner. Im Alter in einige Gremien gewählt, wirkte er zudem an einem Seegericht als Königlich-preußischer Schiffsvermesser. Als 1806 Kolberg eine der wenigen preußischen Festungen war, die nicht vor Napoléon Bonaparte kapitulierten, war Nettelbeck als Bürgerrepräsentant Führer der Opposition gegen den Kommandanten Ludwig Moritz von Lucadou, den er als Risiko für Kolberg ansah. Nach Beginn der Kampfhandlungen im März 1807 betrieb Nettelbeck dessen Absetzung. Dem Nachfolger Major Gneisenau gelang es, die Nettelbeckpartei zur Mitarbeit zu gewinnen. Ohne die treibende Kraft Nettelbecks wäre es nicht zu der erfolgreichen Abwehr der Belagerer gekommen. In der Auseinandersetzung um die preußischen Reformen, besonders um das nicht eingehaltene Verfassungsversprechen, galt Nettelbeck im Vormärz als Kronzeuge für das Recht der Bürger an der Gestaltung der öffentlichen Angelegenheiten. Im weiteren 19. Jahrhundert war der Seemann Nettelbeck angesichts der angestrebten deutschen Seegeltung Vorbild für die zur Seefahrt drängende Jugend. Weil Nettelbeck anlässlich der Friedensverhandlungen in Wien 1814/15 anregt hatte, von Frankreich die Herausgabe überseeischer Besitzungen an Preußen zu verlangen, zählte Nettelbeck als früher Anwalt deutscher Kolonialbestrebungen.
Der letzte Höhepunkt seiner Instrumentalisierung war am Ende des Zweiten Weltkrieges der Durchhalte-Film Kolberg, der Nettelbeck als ein zu allem entschlossenen Kämpfer und Siegespropheten zeigte. Er wurde mit seiner Versicherung zitiert, die Kolberger würden sich lieber unter Schutthaufen begraben lassen, als ihre Stadt zu übergeben. In Haus Nr. 24 hatte der Künstler Ewald Hess (1918–1996) sein Atelier.

#### Zietenring
benannt nach Hans Joachim von Zieten (* 14. Mai 1699 in Wustrau bei Ruppin; † 26. Januar 1786 in Berlin), preußischer Reitergeneral.
„Platz da, und Zieten aus dem Busch!“, lautet die erste Zeile des Gedichts „Die Attacke“, das Detlev von Liliencron dem preußischen General Hans Joachim von Zieten als dichterisches Kompliment widmete.
Der „Ahnherr aller Husaren“ stieg nach ersten holprigen Jahren seiner militärischen Laufbahn unter König Friedrich II. zum General der Kavallerie auf. Mit fünfzehn Jahren trat er in die preußische Armee ein. Nachdem er bei mehreren Beförderungen übergangen worden war, nahm er 1724 seinen Abschied. Schon zwei Jahre später wurde er wiederum Offizier, da die Bewirtschaftung des Gutes der Familie ihn nicht auslastete. Bald darauf wurde er in ein Duell verwickelt und zu Festungshaft verurteilt, dann aber 1730 auf Fürsprache einiger Generale rehabilitiert. Er tritt in ein Husarenregiment ein.
Im polnischen Erbfolgekrieg diente er unter dem österreichischen Husarengeneral von Bársonay, von dem er viel über die Führung der leichten Reiterei lernte. Unter Friedrich II. diente er in den Schlesischen Kriegen. Der für seine Wachsamkeit berühmte Zieten erwarb sich große Verdienste bei der Aufklärung und in der Schlacht; wegen seiner Überfälle auf den unvorbereiteten Gegner wird er zum „Zieten aus dem Busch“. Vor allem führt er Neuerungen in der vom Soldatenkönig vernachlässigten Kavallerie durch, die diese erst zu einer schlagkräftigen Waffengattung werden lassen. Im Siebenjährigen Krieg reift er vom Anführer der leichten Reiterei zu einem weitblickenden Befehlshaber heran und rettet mehr als einmal die Schlacht für die preußische Seite. Er wird zum populärsten und volkstümlichsten General Friedrichs II., der ihm wiederholt seine Anerkennung und seine Dankbarkeit bezeugt.

#### Blumenthalstraße
Benannt nach Leonhard von Blumenthal (1810–1900), einem preußischen General und Stabschef des Armeeführers Friedrich Wilhelm im Deutschen Krieg und im Deutsch-Französischen Krieg.

### Nach Orten benannte Straßen und Plätze

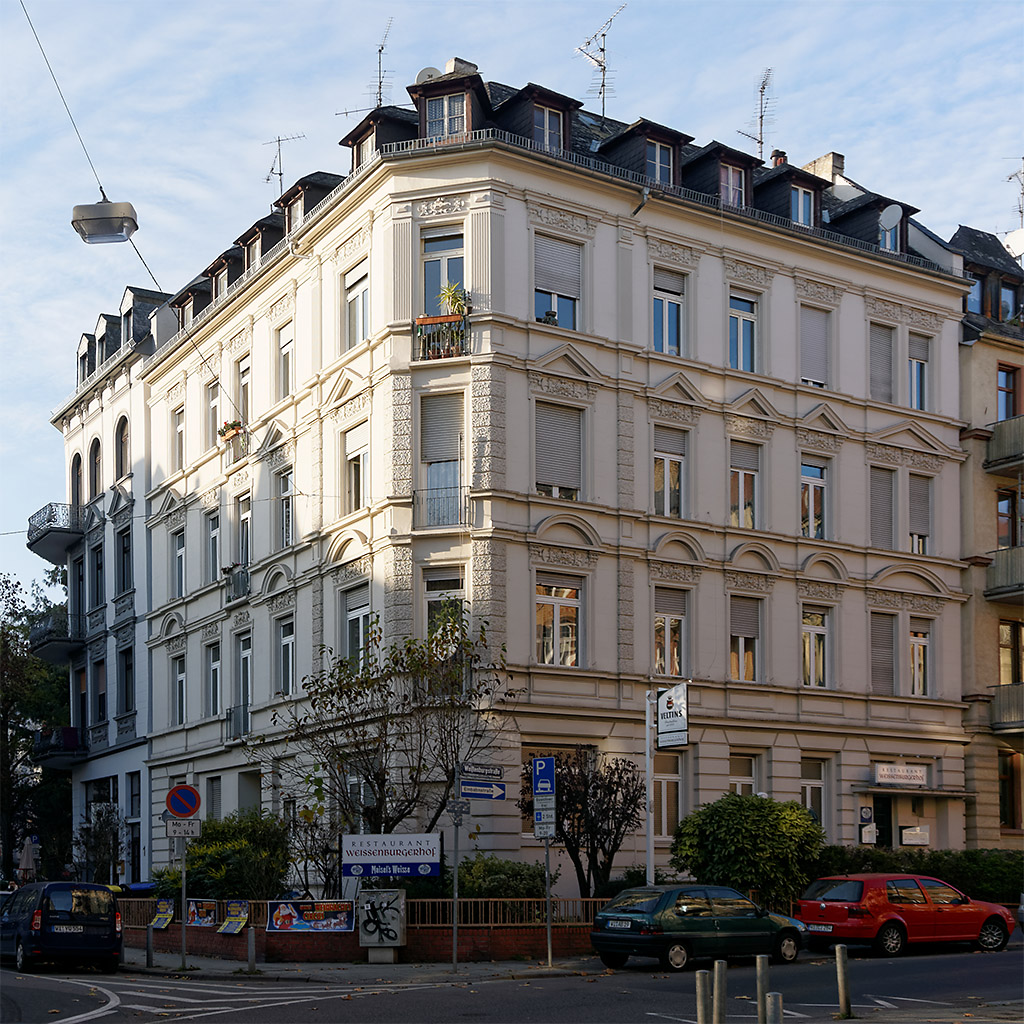
Wohnhaus am Sedanplatz

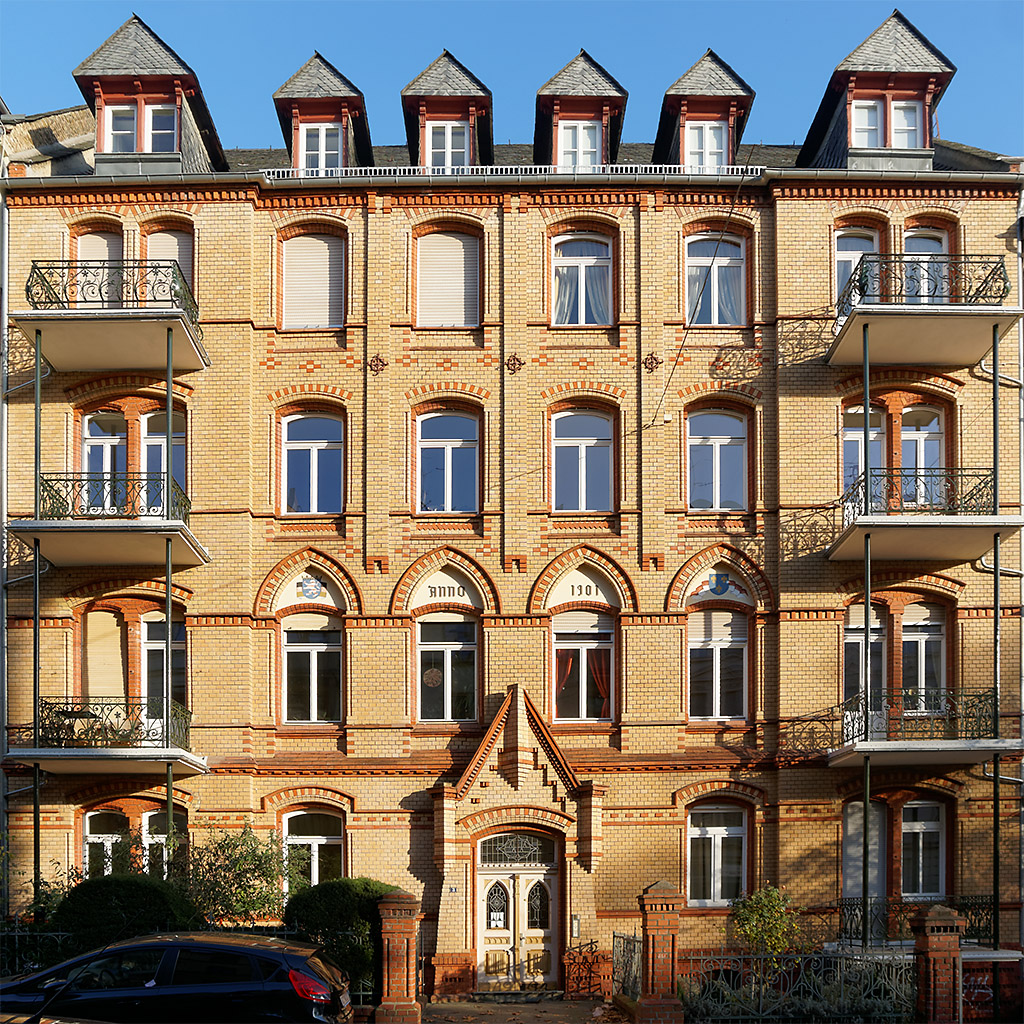
Wohnhaus in der Weißenburgstraße

#### Sedanplatz und Sedanstraße
Benannt nach der Stadt Sedan in Nordfrankreich. In der Nähe fand am 1. September 1870 die „Schlacht bei Sedan“ statt, die den Wendepunkt im Deutsch-Französischen Krieg markierte. In der Schlacht standen sich eine französische Armee unter dem Befehl des Grafen Graf von Mac-Mahon und des Generals de Wimpffen und ein deutsches Heer unter Graf von Moltke gegenüber. Die Schlacht endete mit einem Sieg der Deutschen. Der französische Kaiser Napoléon III., der am Nachmittag zu den französischen Truppen gestoßen war, wurde zusammen mit 100.000 Soldaten gefangen genommen. Die französischen Verluste beliefen sich auf circa 17.000, die der Deutschen auf etwa 9.000 Mann. Im deutschen Kaiserreich gab es bis 1918 Feierlichkeiten zu den Jahrestagen der Schlacht. Der 2. September wurde zum „Sedantag“ erkoren.

#### Weißenburgstraße
Benannt nach der Schlacht von Weißenburg im Elsass. Am 4. August 1870 besiegten hier deutsche Truppen die von Mac-Mahon angeführten Franzosen. Mehrere Denkmäler auf dem Gaisberg an der Straße Wissembourg-Riedseltz erinnern an die vielen Gefallenen.

#### Elsässer Straße und Elsässer Platz
Beide sind benannt nach der Provinz Elsass, die nach der Eroberung im Deutsch-Französischen Krieg 1871 bis 1918 deutsches Gebiet am Oberrhein war. Der Platz, eine große Freifläche innerhalb des dicht besiedelten Westends, wird derzeit weitgehend als Parkplatz genutzt. Viele Jahre diente er als Veranstaltungsort für den Andreasmarkt. Eine Umgestaltung zur Grünanlage mit Tiefgarage ist in der politischen Diskussion, scheitert aber an den hohen Kosten.

#### Lothringer Straße
Benannt nach der Provinz Lothringen: von 1871 bis 1918 deutsches Gebiet am Oberrhein, im Deutsch-Französischen Krieg 1870/71 erobert.

## Bildung

### Blücherschule

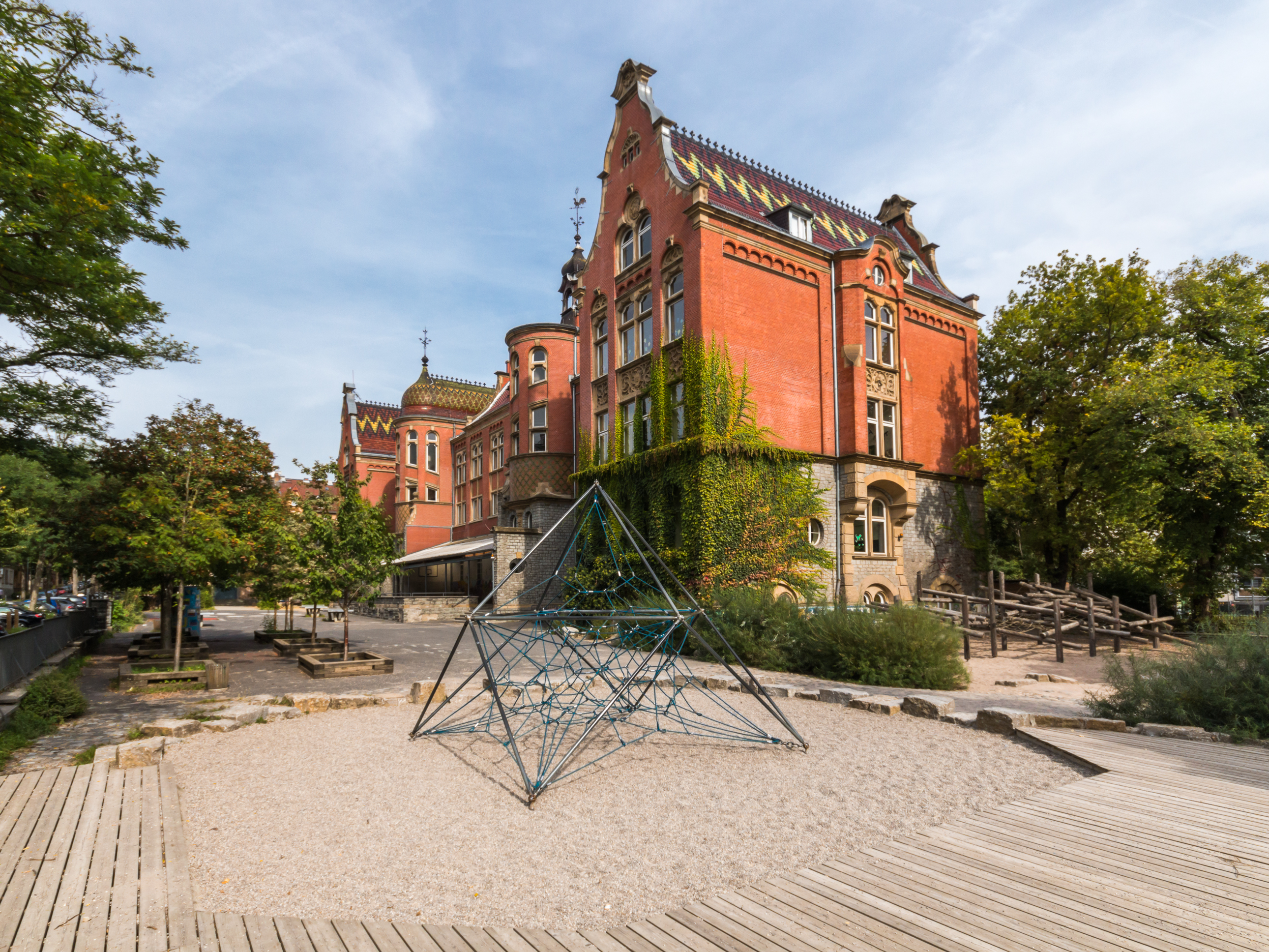
Blücherschule von Südwesten

Die Blücherschule steht auf dem Blücherplatz und wurde 1896–1897 als Volksschule nach Entwurf des Architekten und damaligen Wiesbadener Stadtbaurats Felix Genzmer errichtet. Die Fassaden zeigen im Erdgeschoss grauen Naturstein, in den Obergeschossen rote Klinker; der plastische Schmuck (vor allem in den Brüstungsfeldern des 2. Obergeschosses) wurden in gelblichem Sandstein nach Modellen des Kölner Bildhauers Johann Degen ausgeführt. Dazu gehören auch runde Relief-Medaillons mit den Köpfen von Blücher, des Freiherrn vom Stein sowie der Schulreformer Adolph Diesterweg und Johann Heinrich Pestalozzi. Im gleichen Material sind auch die Gliederungen der Fassaden gehalten, etwa die Gesimse, Eckquaderungen und Fenstergewände. Ein nicht alltägliches Schmuckelement sind die durch Verwendung verschiedenfarbig glasierter Ludowici-Falzziegel hergestellten geometrischen Muster der Dachflächen.
Nach dem Zweiten Weltkrieg wurde bei der Reparatur der Bombenschäden das Dach des südlichen Bauteils mit Vereinfachungen instand gesetzt, neu eingedeckt und mit einer Schleppgaube versehen. An diesem Bauteil fehlen seitdem die haubenartigen Dächer des südwestlichen Treppenturms und des Erkers an der Südseite.
Die ursprüngliche Turnhalle lag an der Westseite zur Scharnhorststraße hin und wurde im Zweiten Weltkrieg zerstört. Ein Ersatz für sie entstand nach 1945 an der Nordseite; diese Halle wurde 2017 abgebrochen, nachdem ein Neubau an der Westseite fertiggestellt worden war. Dieser Neubau steht zwar an der gleichen Stelle wie die ursprüngliche Turnhalle, wurde ihr bzw. dem unter Denkmalschutz stehenden Schulgebäude jedoch nicht gestalterisch angepasst.

### Leibnizschule
Die Oberrealschule für Knaben am Zietenring wurde zwischen 1903 und 1905 vom Stadtbaumeister Felix Genzmer gebaut.
Ab 1956 wurde sie als Gymnasium mit dem Namen Leibnizschule Wiesbaden geführt und nahm später auch Mädchen auf.